# Sandim, Olival, Lever e Crestuma
Sandim, Olival, Lever e Crestuma (oficialmente: União das Freguesias de Sandim, Olival, Lever e Crestuma) é uma freguesia portuguesa do município de Vila Nova de Gaia, com 34,16 km² de área e 15956 habitantes (censo de 2021). A sua densidade populacional é 467,1 hab./km².

## História
Foi criada aquando da reorganização administrativa de 2013, resultando da agregação das antigas freguesias de Sandim, Olival, Lever e Crestuma.

## Demografia
A população registada nos censos foi:
| Distribuição da População por Grupos Etários | Distribuição da População por Grupos Etários | Distribuição da População por Grupos Etários | Distribuição da População por Grupos Etários | Distribuição da População por Grupos Etários | Distribuição da População por Grupos Etários |
| -------------------------------------------- | -------------------------------------------- | -------------------------------------------- | -------------------------------------------- | -------------------------------------------- | -------------------------------------------- |
| Antes da agregação                           |                                              |                                              |                                              |                                              |                                              |
| Ano                                          | 0-14 anos                                    | 15-24 anos                                   | 25-64 anos                                   | >= 65 anos                                   | Total                                        |
| 2001                                         | 3272                                         | 2761                                         | 9958                                         | 1946                                         | 17937                                        |
| 2011                                         | 2619                                         | 2036                                         | 9767                                         | 2743                                         | 17165                                        |
| Após a agregação                             |                                              |                                              |                                              |                                              |                                              |
| Ano                                          | 0-14 anos                                    | 15-24 anos                                   | 25-64 anos                                   | >= 65 anos                                   | Total                                        |
| 2021                                         | 1963                                         | 1771                                         | 8470                                         | 3752                                         | 15956                                        |

## Património
- Igreja de Nossa Senhora da Expectação (matriz)
- Mosteiro das Donas
- Capelas da Senhora da Penha
- Capela da Nossa Senhora das Neves
- Capela Senhor Aflitos
- Ponte romana
- Trecho do vale do rio Uima
- Largo de Sá
- Vestígios arqueológicos castrejos
- Mamoa da Gestosa
- Capela do Senhor do Horto
- Capela S, Gonçalo

- Igreja Matriz de Olival
- Capela de São Mateus de Arnelas
- Cais de Arnelas
- Calçadas de Arnelas
- Antigas caves do vinho do Porto (Companhia Real Vinicola)
- Capela da Santa Isabel
- Capela de Nossa Senhora dos Remédios (Seixo-Alvo)
- Museu Alfaias Agrícolas do RF Danças e Cantares de Santa Maria de Olival
- Capelinha de S. Miguel
- Quinta do Ferraz
- Quinta do Casalinho
- Quinta do Paço de Arnelas
- Quinta do Outeirinho e do Moledo
- Quinta do Sebastião

- Igreja de Santo André (actual matriz)
- Antiga Igreja Matriz
- Capela mortuária
- Biblioteca Cónego Agostinho Cunha
- Barragem de Lever-Crestuma (travessia rodoviária e pedonal que estabelece a ligação entre as margens de Lever e de Foz do Sousa)
- Albufeira de Lever
- ETA de Lever
- ETAR Lever
- Ponte rodoviária da CREP (ponte sobre o rio Douro que liga a vila de Lever, concelho de Vila Nova de Gaia, à freguesia de Medas, concelho de Gondomar.)
- Escolas primárias: EB1/JI das Hortas, EB1/JI de Painçais e EB1/JI da Portelinha.
- Posto Territorial de Lever - GNR
- Mamoas
- Castro
- Quinta da Fiação de Lever (antiga CFC)
- Antiga praia fluvial (património submerso, por via da construção da Barragem de Lever-Crestuma)

- Igreja de Santa Marinha (matriz)
- Capela do Aral
- Quinta da Estrela
- Cais I e II
- Vestígios de torre e de convento beneditino
- Centro de treino e formação desportiva
- Barragem de Crestuma